# Pericarpio
En botánica, el pericarpio es la parte del fruto que recubre la semilla formado a partir de un ovario fecundado.
El pericarpio está compuesto por tres capas, de afuera hacia adentro son:
- El epicarpio que es normalmente una capa delgada coloreada que aunque endurecida no suele ser leñosa.
- El mesocarpio suele estar construido por muchas células grandes y suele ser la parte suculenta de las frutas.
- El endocarpio puede bien tener una consistencia parecida a la del mesocarpio o endurecerse mucho.

En especies de la familia Poaceae (como el trigo, maíz, arroz, entre otros) poseen un pericarpio fusionado con el tegumento de la semilla formando una sola capa, estos frutos se denominan cariópside.
- Datos: Q876445